# Balad Ruz

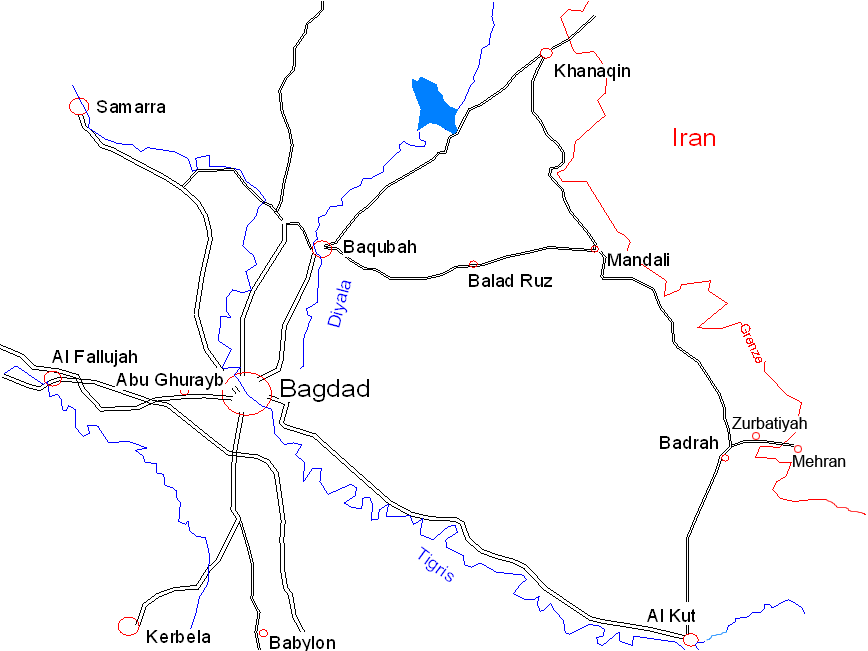
Położenie miasta na mapie regionu

Balad Ruz (arab. بلدروز; także Baladruz) – miasto w centralnym Iraku.